# 다카다역 (나라현)
다카다역(일본어: 高田駅, たかだえき)은 일본 나라현 야마토타카다시에 있는 서일본 여객철도의 철도역이다.

## 역 구조
단식과 섬식 승강장이 섞인 2면 3선의 승강장을 가진 지상역이다. 선상 형태의 역사를 보유하고 있다. 2·3번 승강장이 섬식 승강장에 해당한다. 1번 승강장은 주로 아침과 저녁 시간대에 쓰이고 있다. 모든 승강장은 6량 편성의 열차까지 수용할 수 있다.
야간에 다카다 역에 주박하는 열차가 존재한다.

### 승강장
| 1·2 | ■ 와카야마 선                   | 상행                            | 오지 · 덴노지 · JR 난바 방면 |                          |
| 1·2 | ■ 와카야마 선                   | 하행                            | 고조 · 하시모토 방면         | (낮에는 2번 승강장 사용) |
| 1·2 | ■ 만요마호로바 선 (사쿠라이 선) | ■ 만요마호로바 선 (사쿠라이 선) | 사쿠라이 · 나라 방면         | (낮에는 2번 승강장 사용) |
| 3   | ■ 와카야마 선                   | 상행                            | 오지 · 덴노지 · JR 난바 방면 | 일부 열차만 사용         |
| 3   | ■ 만요마호로바 선 (사쿠라이 선) | ■ 만요마호로바 선 (사쿠라이 선) | 사쿠라이 · 나라 방면         |                          |

## 역세권 정보
- 긴키 닛폰 철도 오사카 선 야마토타카다 역 (동쪽 출구)

## 역사
- 1891년 3월 1일 - 오사카 철도 소속으로 개업. 1907년 10월 1일에 국유화되었다.
- 1984년 8월 - 선상 역사가 건설되었다.
- 1987년 4월 1일 - 민영화에 따라 서일본 여객철도의 소속이 되었다.
- 2003년 11월 1일 - 이코카의 사용이 개시되었다.
- 2010년 3월 13일 - 사쿠라이 선의 애칭 '만요마호로바 선'의 표기가 적용되었다.

## 인접역
| 서일본 여객철도 와카야마 선 | 서일본 여객철도 와카야마 선 | 서일본 여객철도 와카야마 선 |
| --------------------------- | --------------------------- | --------------------------- |
| JR 고이도 오지 방면         | ■ 와카야마 선               | 야마토신조 와카야마 방면    |
| 서일본 여객철도 사쿠라이 선 |                             |                             |
| 가나하시 나라 방면          | ■ 사쿠라이 선               | 시·종착역                   |